# Гадр-110
Гадр-110 је балистичка ракета средњег домета (БРСД), пројектована и развијана у Ирану. Ракета има домет 2500-3000 km. Оружане снаге Ирана објавиле су детаље 2005.године приликом војне параде којом је облежен крај Иранско-ирачког рата
Пројектил Гадр-110 је унапријеђена верзија Шахаба-3А, који је познат и као Гадр-101. Претпоставља се да има први степен који користи текуће погонско гориво, док други ступен ракете користи чврсто погонско гориво што повећава домет на преко 2.000 km.
Карактеристике Гадр-110 пројектила су веће маневарске способности и краће време припреме од Шахаба-3. Вријеме постављања пројектила у активно стање је 30 минута, док код старијих модела попут Шахаба-3 исте припреме страју више сати. Ракета је у потпуности развијена у Ирану, у строго чуваном ракетно-индустријском комплексу Хемат.